# Janez Černoga
Janez Černoga, tudi Ivan Černoga, slovenski duhovnik, mučenec in kandidat za svetnika, * 18. februar 1904, Zdole, † 24. junij 1949, blizu Viča pri Dravogradu.

## Življenje
Janez Černoga je prejel mašniško posvečenje v Mariboru 10. julija 1932. Od julija 1933 je bil kaplan v Rušah, od 1934 v Dravogradu, od 1936 v Sv. Marjeti niže Ptuja, 1. septembra 1938 pa je postal kaplan v Vidmu ob Savi. 11. aprila 1941 je v mesto vkorakala nemška okupacijska vojska. Ko je mesec pozneje, 13. maja 1941, umrl videmski župnik Ivan Medvešek, je Černoga postal župnijski upravitelj. Zlobni jeziki iz domačih krajev so toliko časa črnili Černogo pri nemški oblasti, da je bil primoran iz župnije pobegniti. Tako je 3. avgusta 1941 izginil in se umaknil v Ljubljano ter nato k sorodnikom na Dunaj. Od tam je obiskoval taboriščnike v Nemčiji. Na Vidmu kot tudi v Leskovcu pri Krškem in Krškem je ves vojni čas opravljal duhovno oskrbo pater Krizostom Zemljak (svetno ime Franc), trapist iz bližnjega Trapistovskega samostana Rajhenburg. Njega za razliko od ostalih menihov Nemci niso izselili, ampak je po naključju ostal na samostanskem posestvu na Sremiču nad Vidmom, saj so mislili, da je navaden delavec. Po koncu vojne se je junija 1945 Černoga s staboriščniki vrnil v domovino in prišel nazaj na Videm, kjer je ponovno postal župnijski upravitelj. 5. septembra 1947 je bil prvič zaprt v Brežicah z obtožbo, da bivšim partizanom ni dovolil botrovati. Napetosti so se zaostrovale in Partija je zahtevala od njega, da obtoži mariborskega škofa Maksimilijana Držečnika nemoralnosti, vendar je to podlo podtikanje odločno zavrnil. Nato so k njem poslali človeka s sporočilom, da ga čaka ali zapor ali, če se odloči, beg, sam pa se mu je ponudil za spremljevalca do meje. Černoga se je odločil za slednje. Ko sta bil s spremljevalcem že blizu avstrijske meje, ga je ta ustrelil. Kasneje se je morilcu oglasila vest in je ponavljal: »Nikoli več človeške krvi.«

## Svetništvo
Za Janeza Černogo poteka postopek za priznanje svetosti skupaj z ostalimi slovenskimi mučenci 20. stoletja.